# Slavice (Třebíč)
Slavice ( Slavice, něm. Slawitz, odvozeno od osobního jména Slavík, nebo Slávek, s předložkou 2. pád do Slavic, 6. pád v Slavicích) je částí města Třebíče ve střední části okresu Třebíč, v kraji Vysočina. Slavice leží 4 kilometry jižně od centra města a 2,5 kilometru od konce samotné zástavby města. Vesnice je prvním sídlem ležícím na toku potoka Markovka. Nadmořská výška Slavic se pohybuje mezi 500 m n. m. (rybník Pod Šibenem) a 510 m n. m. (vrchol jižně od Kojetic). Vesnice tak leží na návrší mezi vrcholy Pekelného kopce, Hošťanky a Klučovské hory Mezi pamětihodnosti zde patří kostel zasvěcený sv. Janu Nepomuckému, tři boží muka u hlavních cest vedoucích do obce a hřbitov s márnicí. Na budově bývalé školy se nachází pamětní deska Josefa Roupce, místního rodáka a legionáře popraveného ve Vratislavi. Ve vesnici žije 272 obyvatel.
Ve Slavicích se narodil RNDr. Vladimír Josef Krajina – držitel Řádu Bílého lva I. třídy.

## Dějiny
První písemná zmínka o Slavicích pochází z roku 1303, kdy na listině paní z Hodic jsou zmíněni svědkové Dětlín a Kunrát, bratři ze Slavic. V roce 1371 byla vesnice markrabětem Janem Jindřichem přivtělena k hradu Rukštejnu, držel ji ale rok spřízněný s pány z Čechočovic. O dva roky později, v roce 1373, je zmíněn Vok ze Slavic, který tehdy zakoupil 10 lánů od Jana z Heraltic, a roku 1376 pak Boček ze Slavic, jež zakoupil majetek v Čechočovicích. Znám je též Albert ze Slavic, který se vyskytuje na listinách roku 1390. Roku 1406 pohání Dorota, manželka Mikšíka z Králic, Bočka ze Slavic, že jest rukojmě za Čeňka ze Slavic a těch peněz neplnil jejímu muži Mikšíkovi z Králic a Moravovi z Králic.

## Galerie

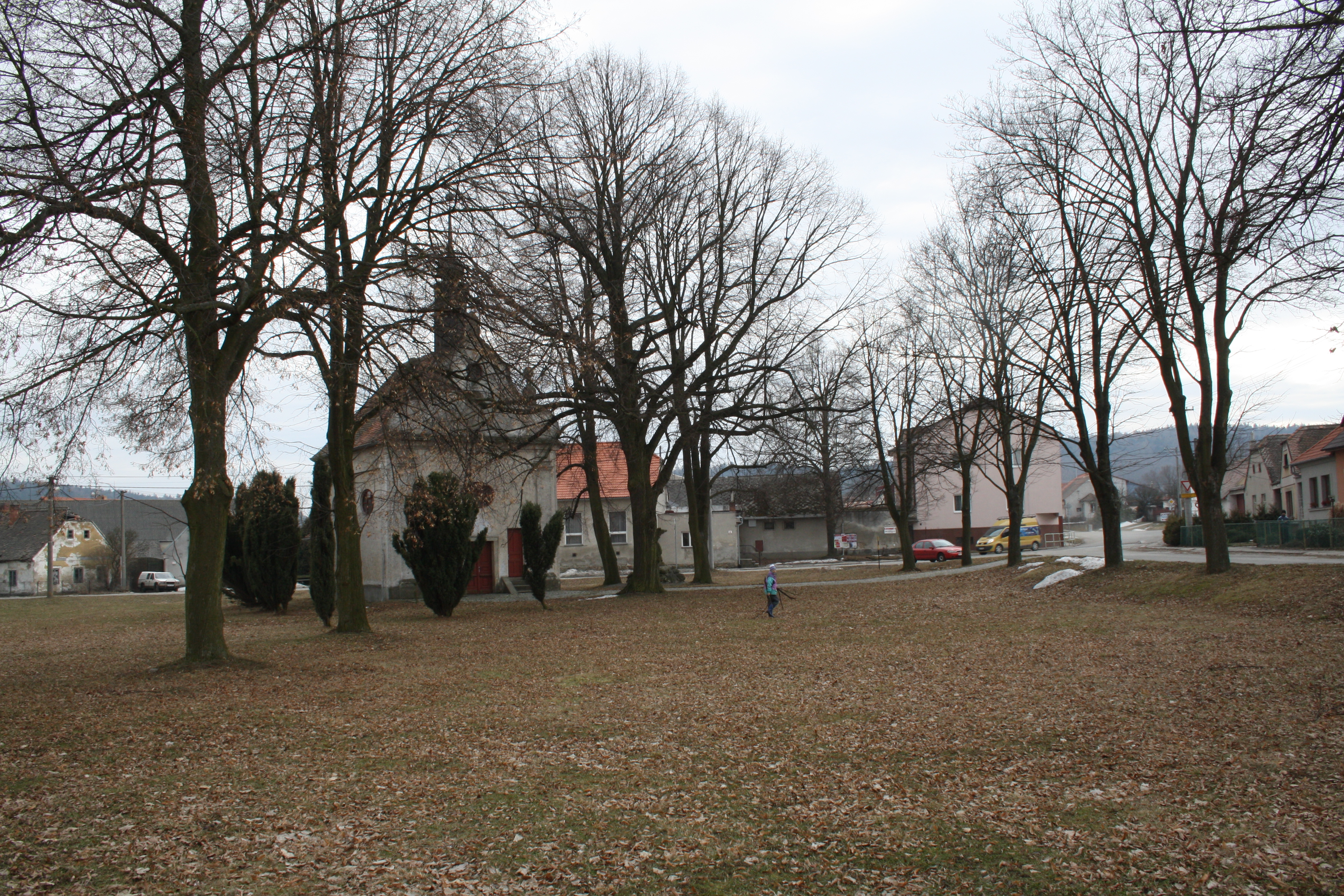
Náves
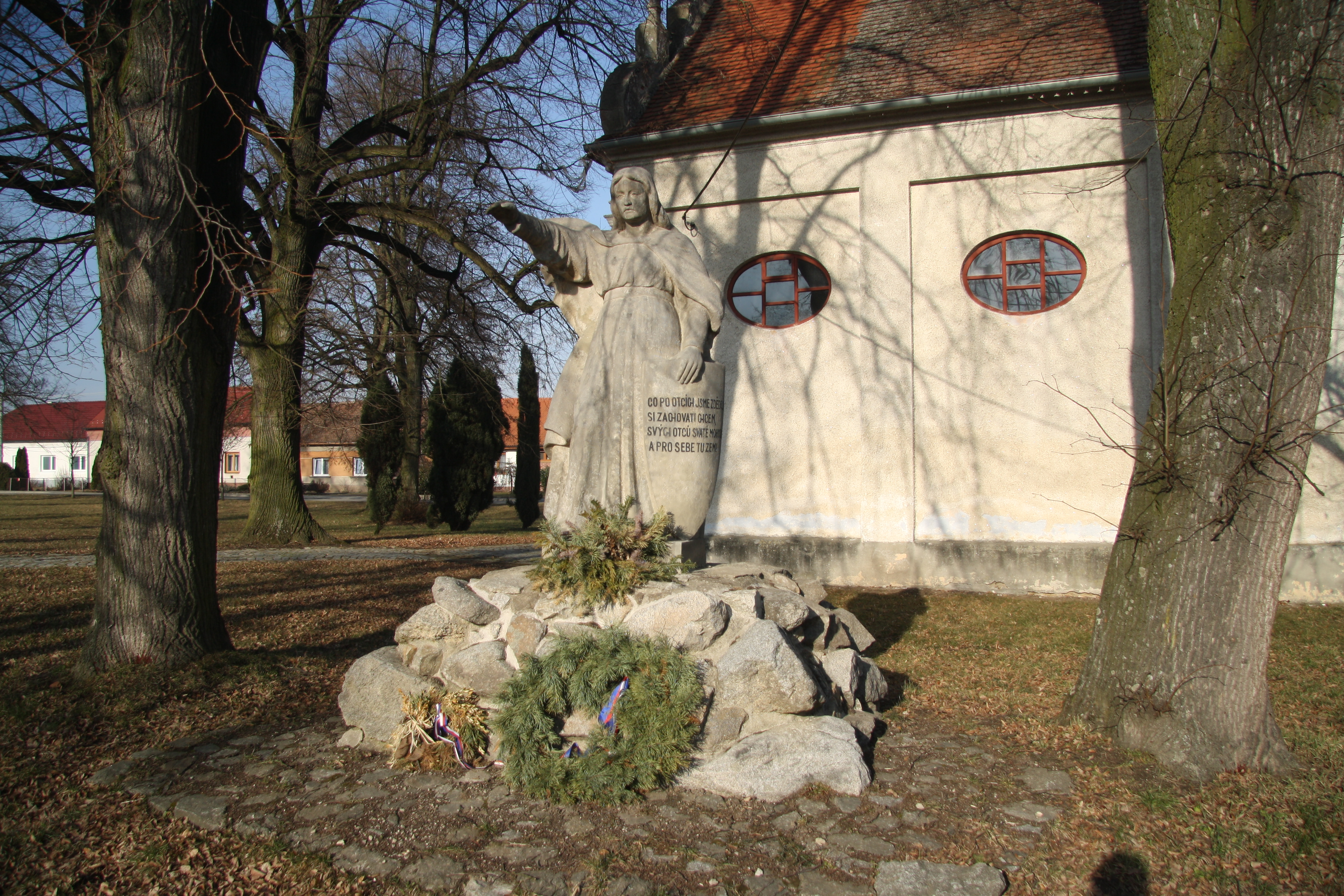
Vlastenecký pomník na návsi
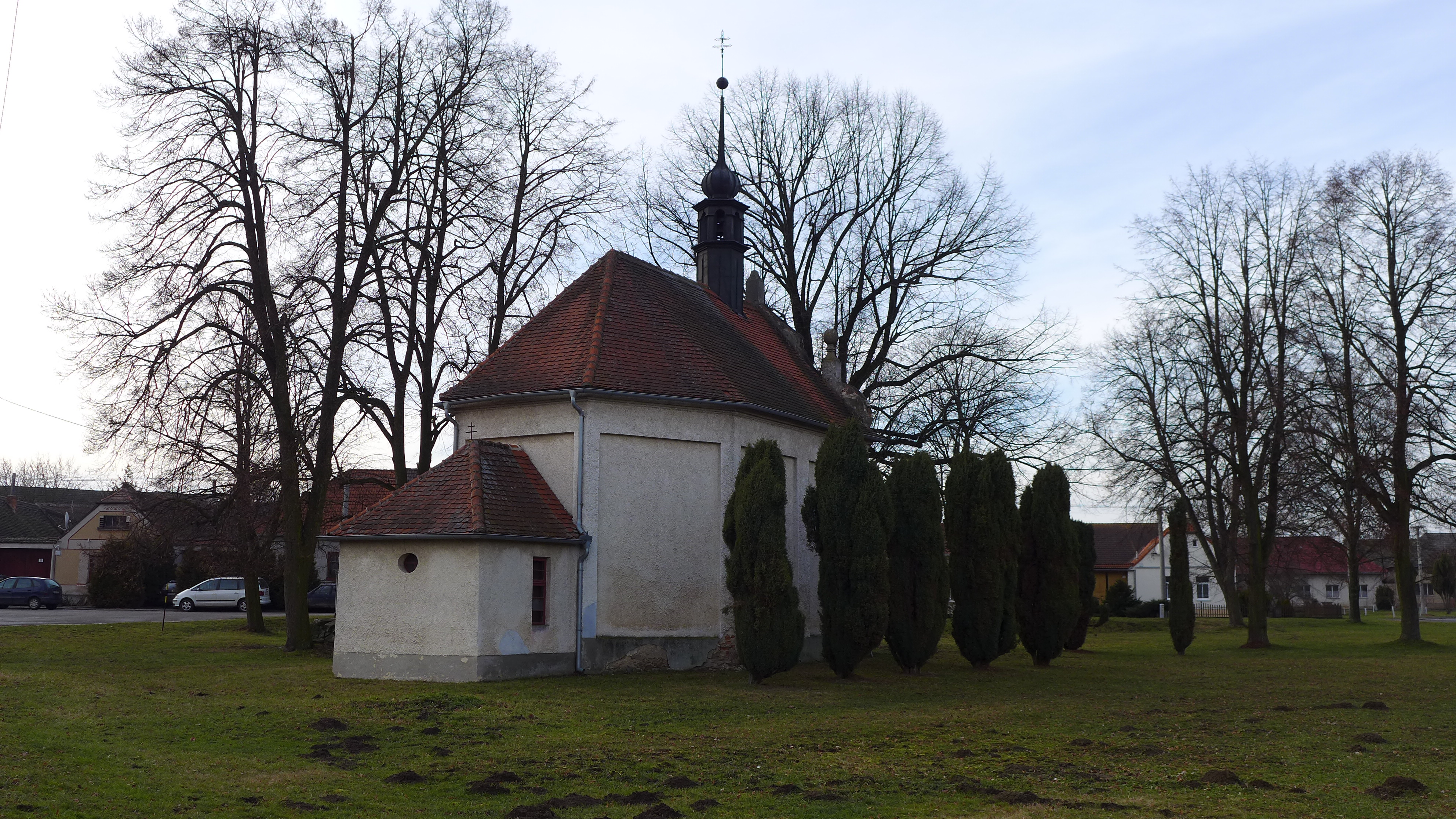
Kostelík zezadu
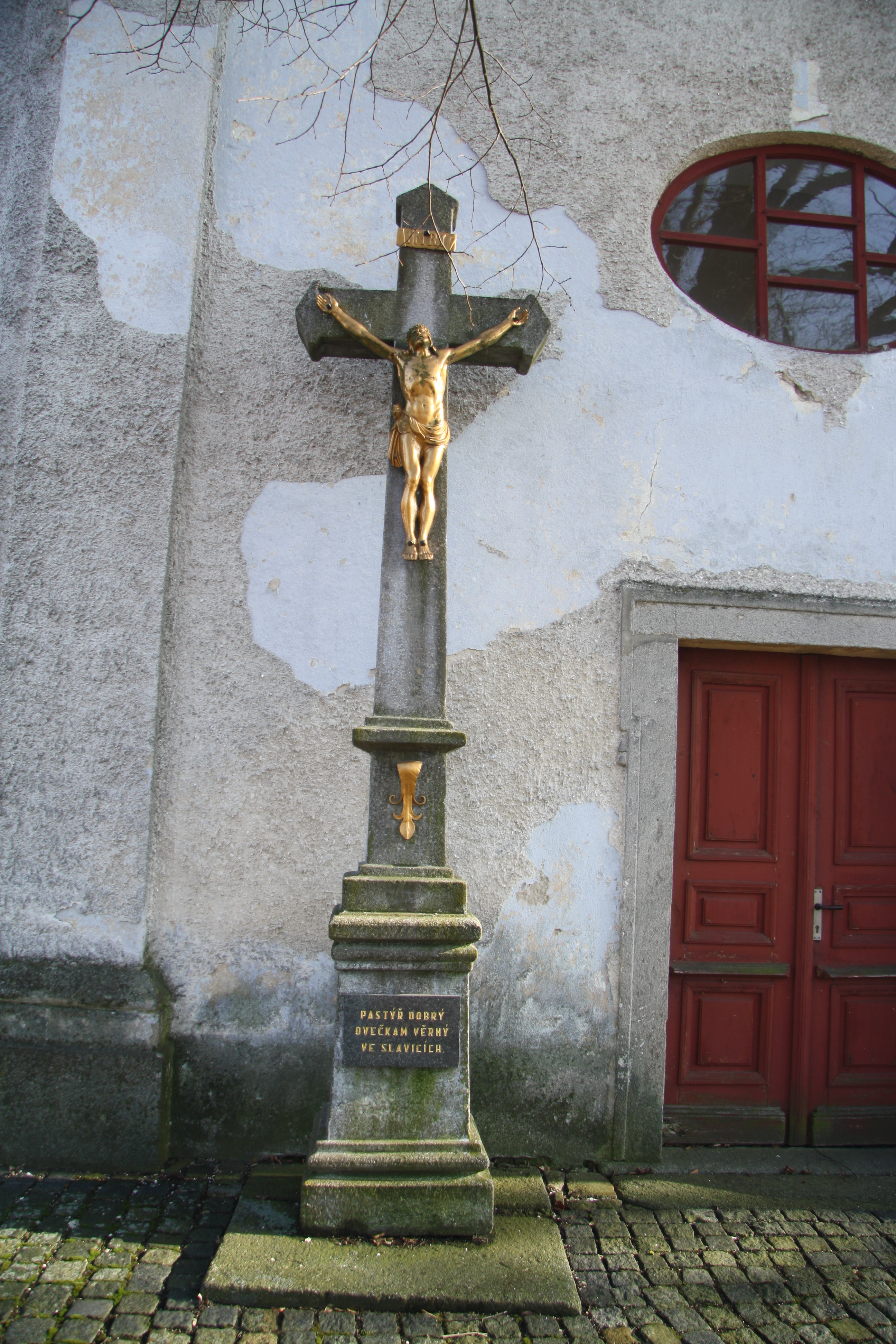
Kříž před kostelíkem
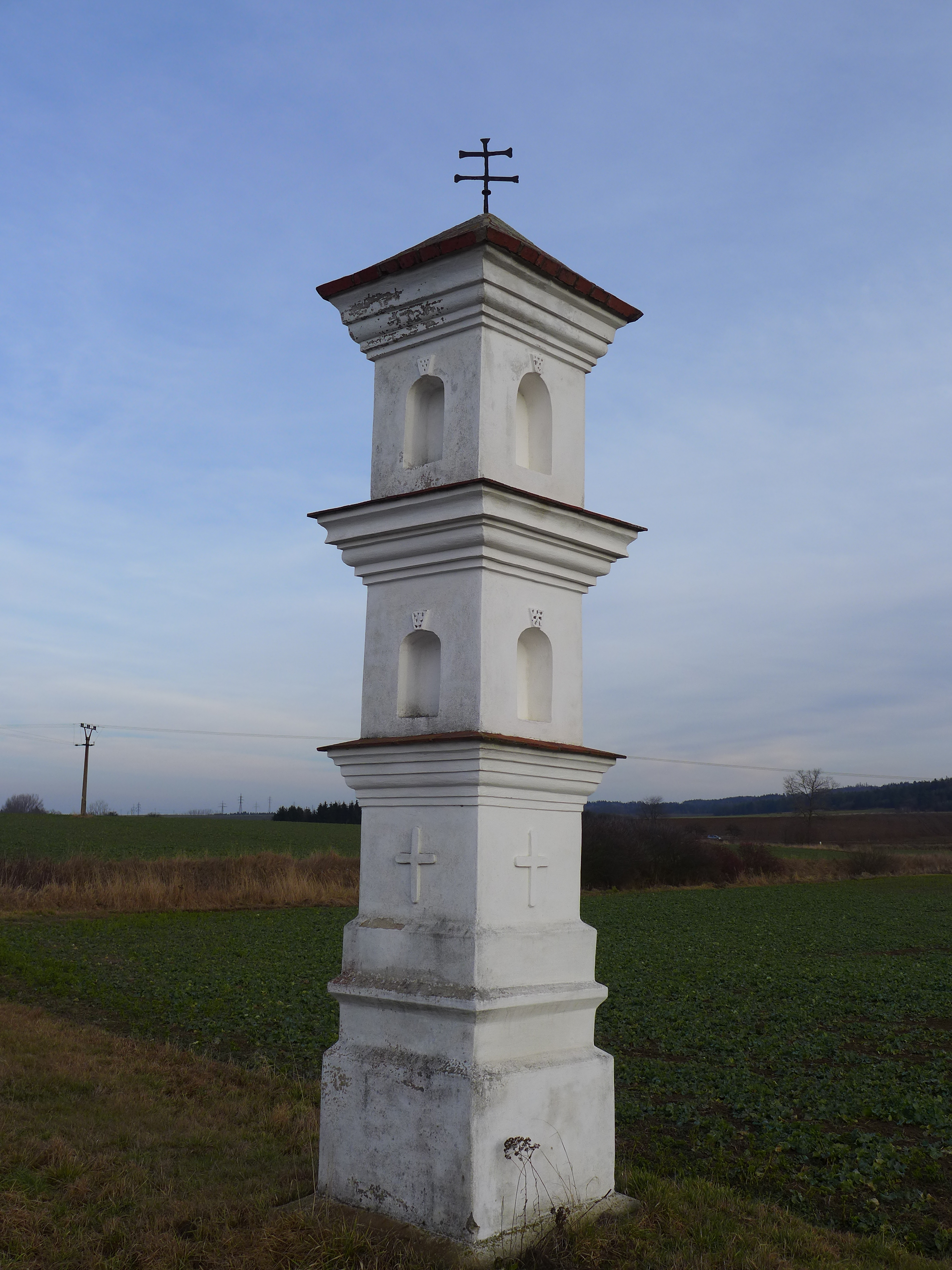
Jedna ze tří božích muk za obcí
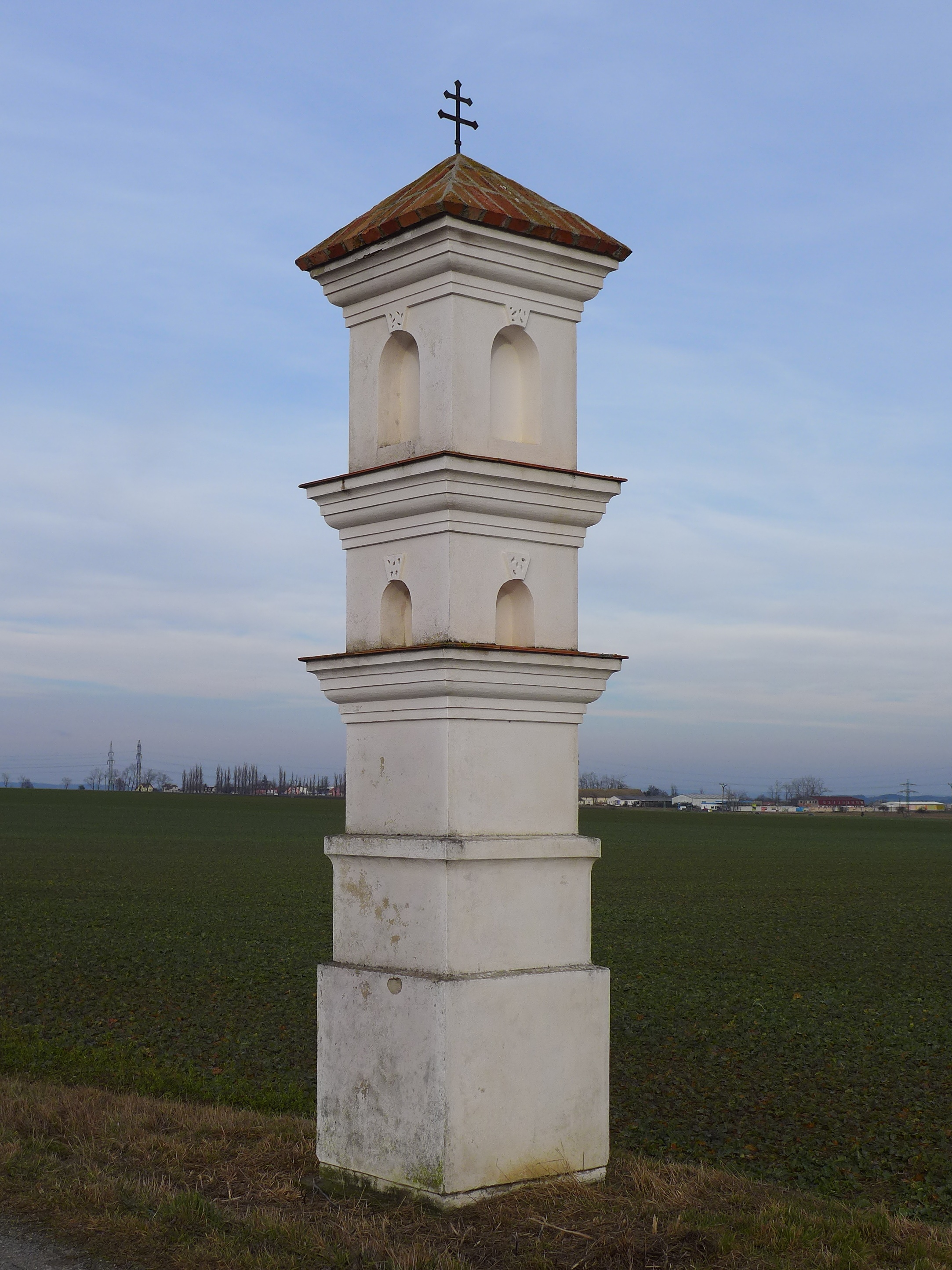
Jedna ze tří božích muk za obcí
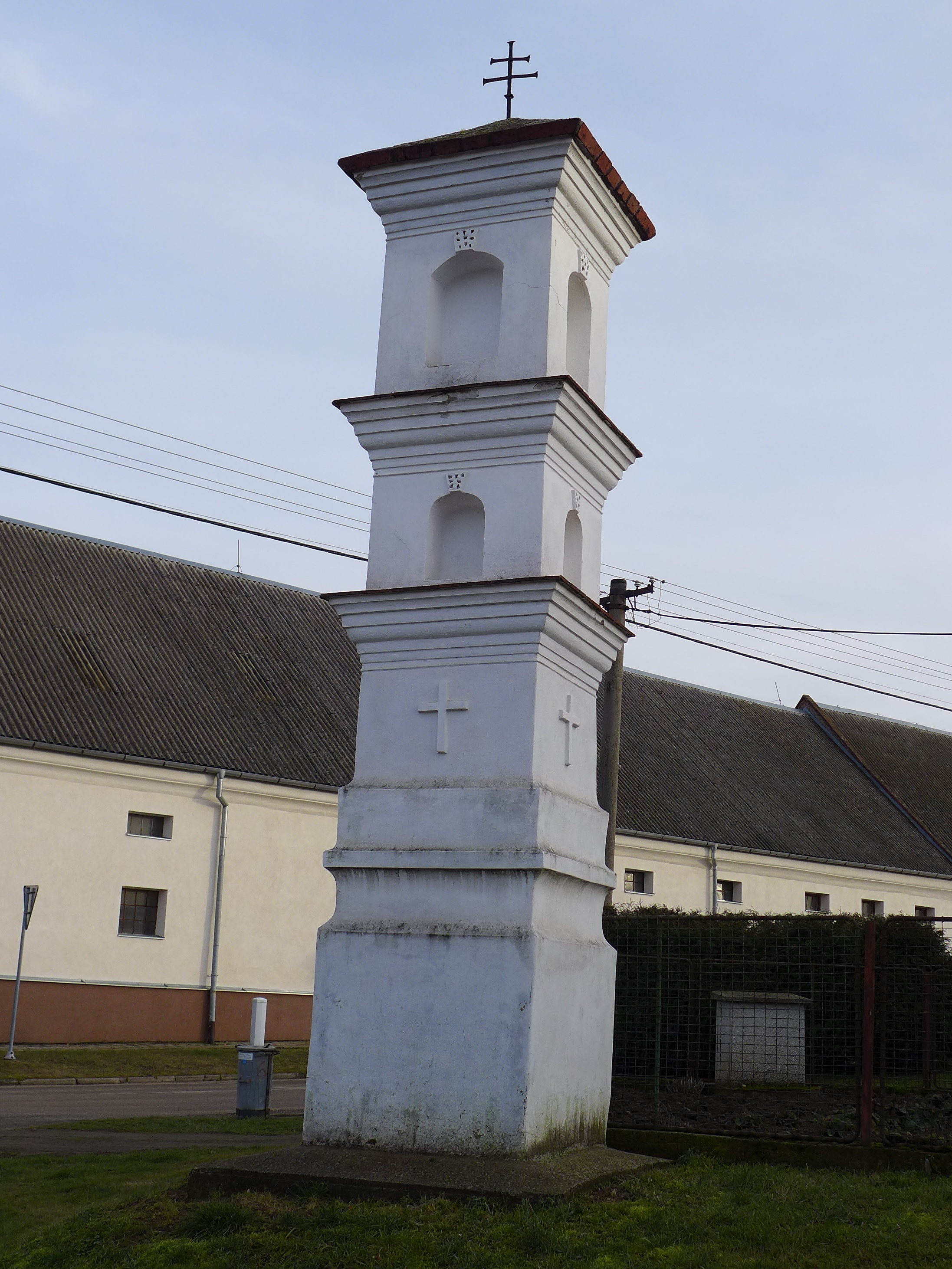
Jedna ze tří božích muk za obcí
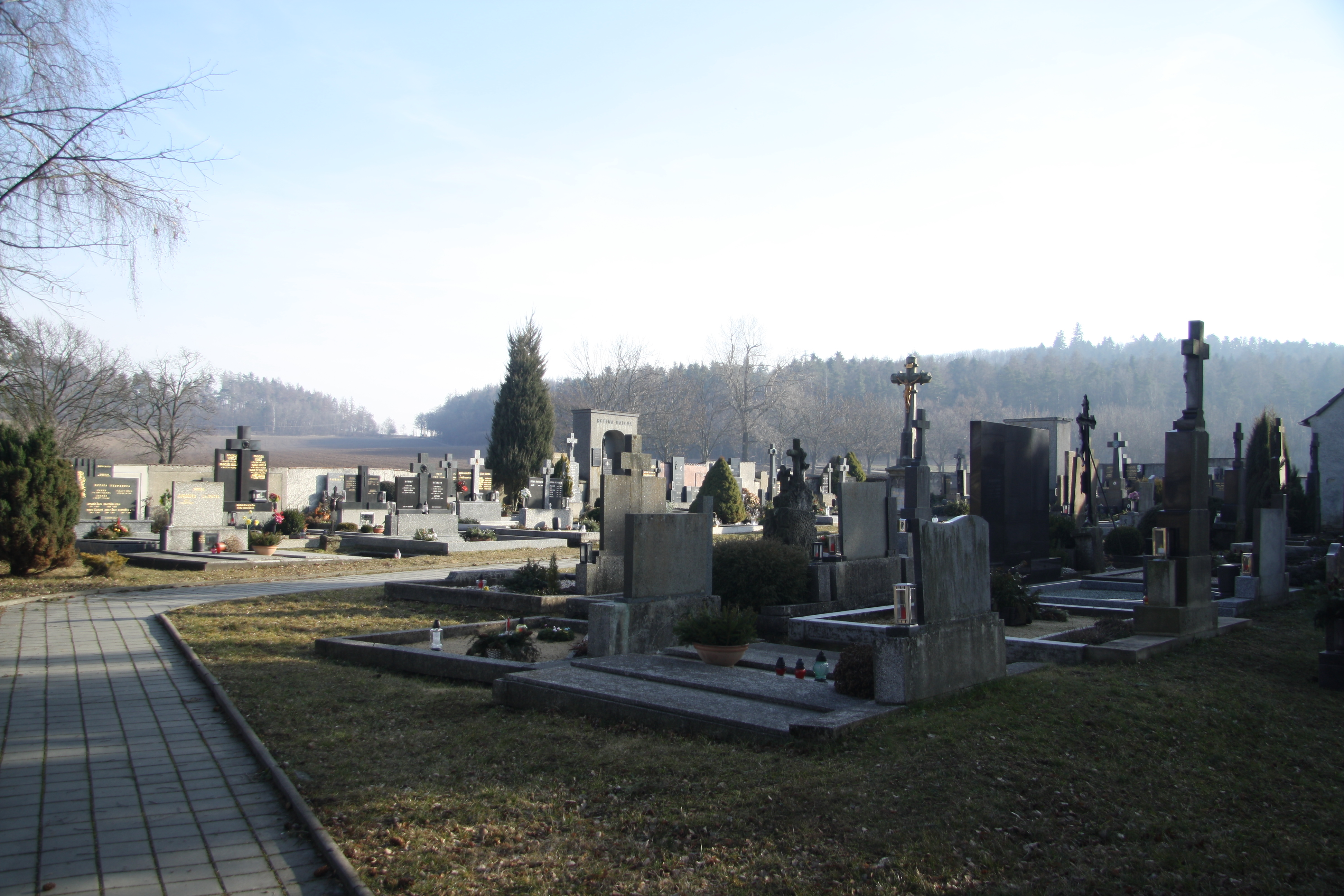
Hřbitov
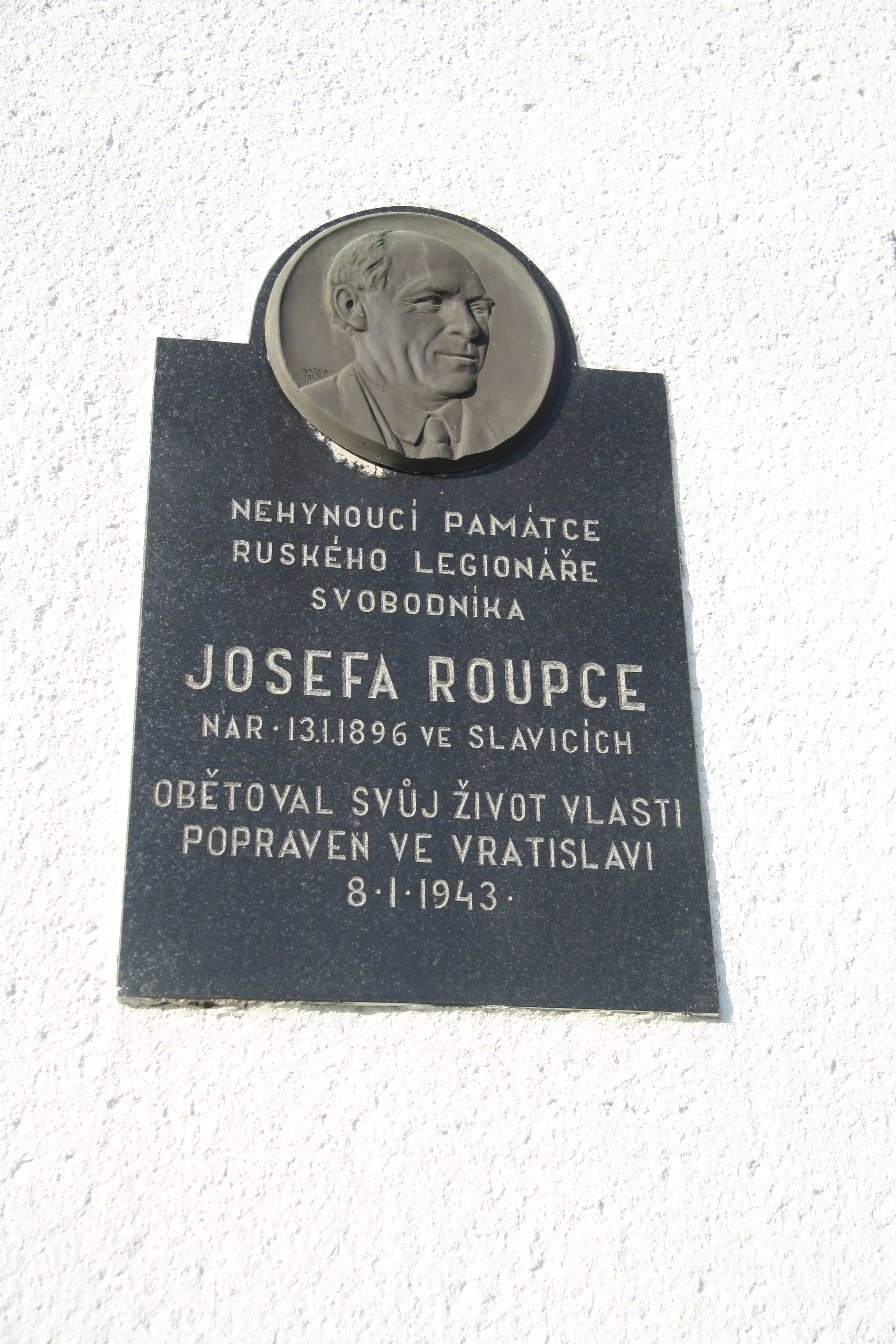
Pamětní deska Josefa Roupce
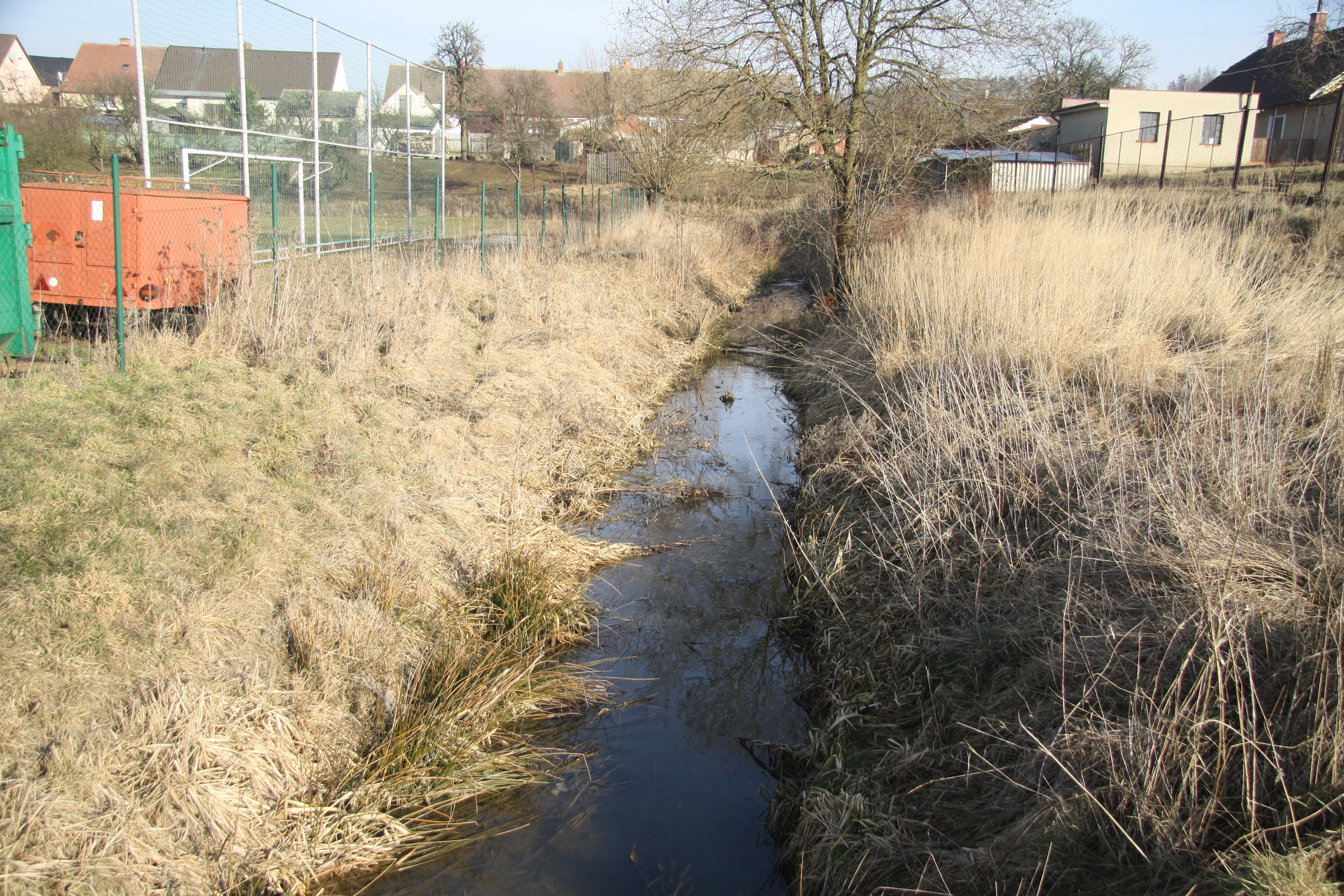
Potok Markovka protékající obcí
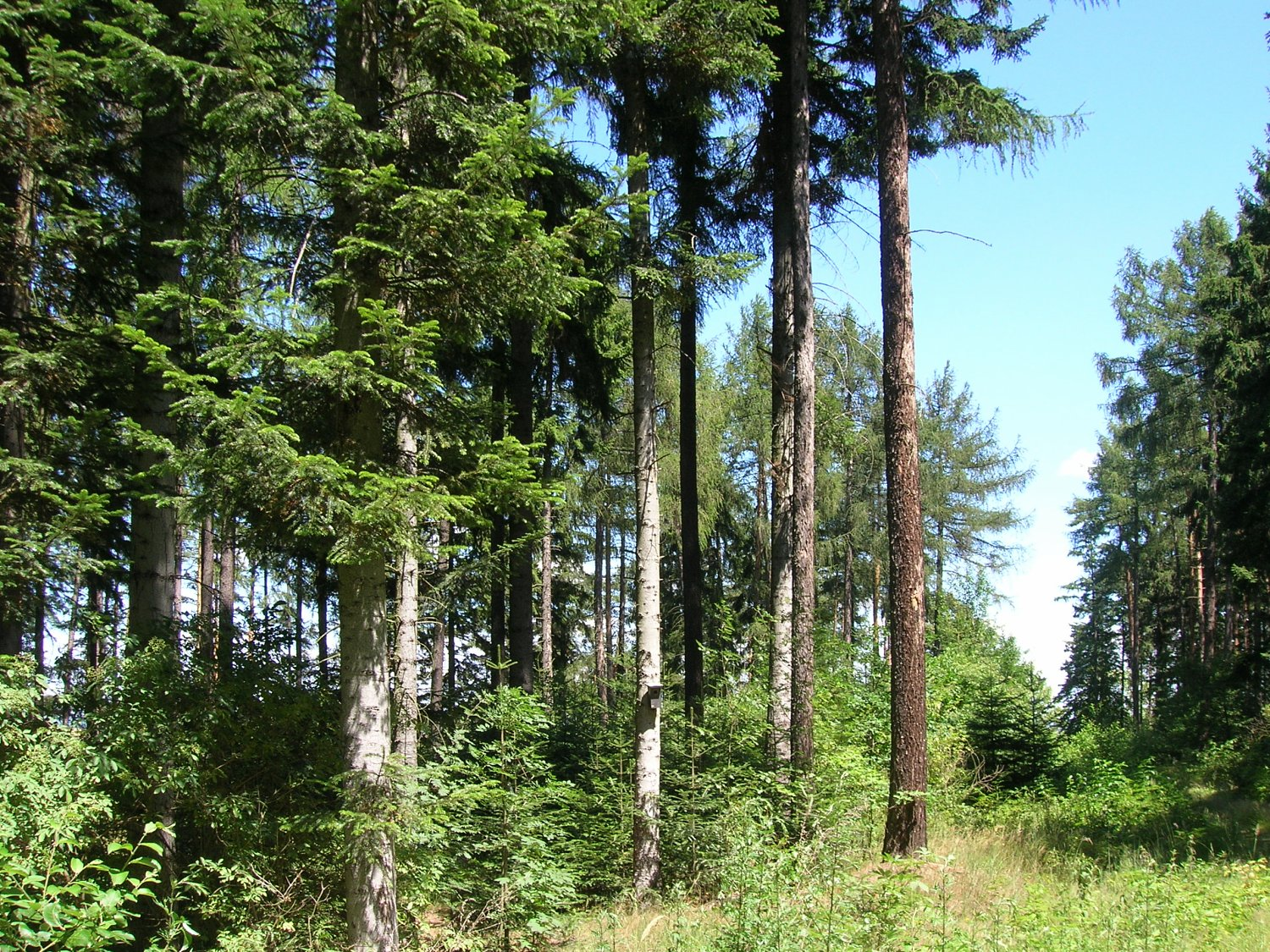
Chráněné jedle bělokoré na Hošťance
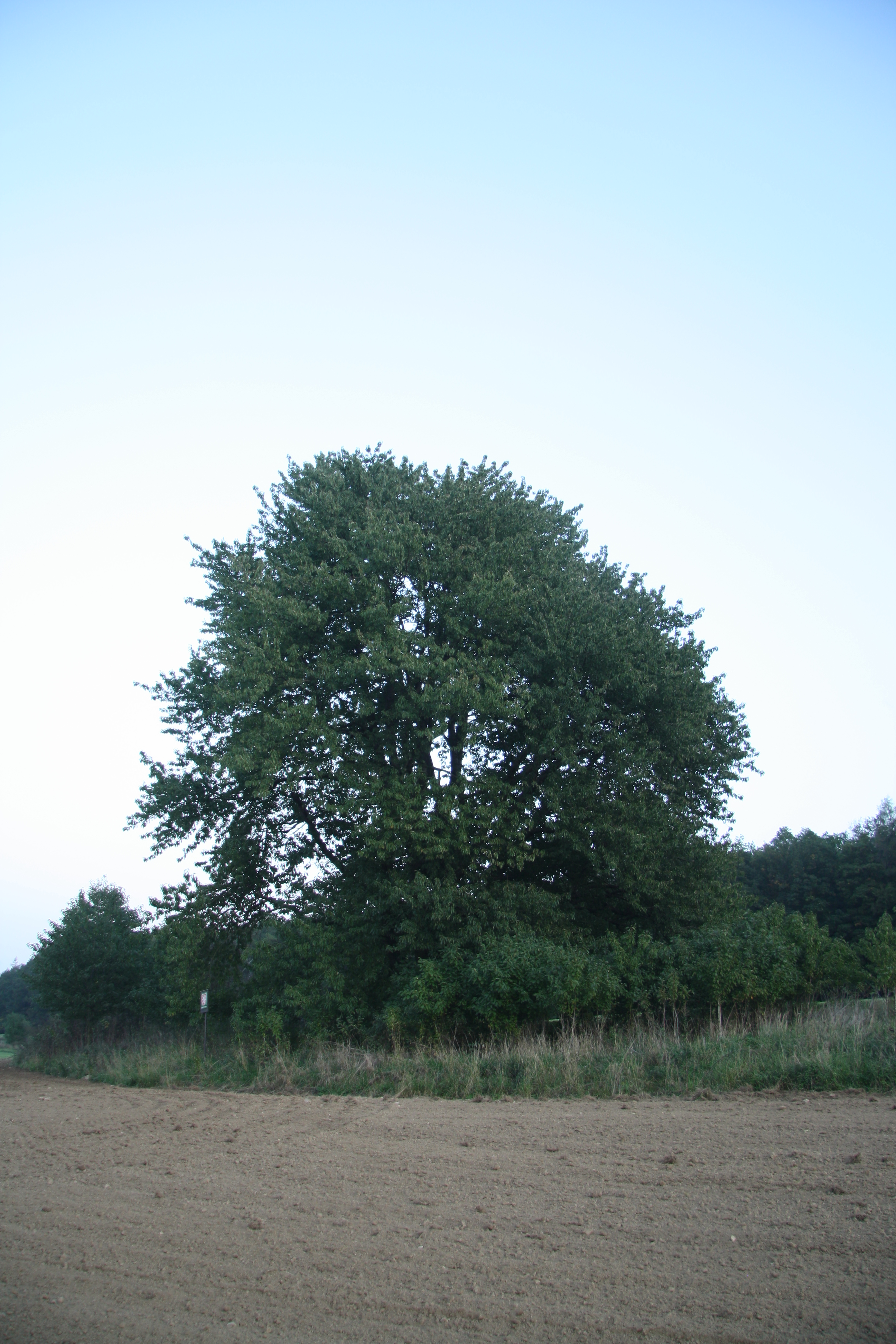
Památný strom Třešeň u Hošťanky (třešeň ptačí)

## Geografie
Slavice jsou vesnicí ležící v České republice přiřazenou k městu Třebíči jako jeho část, která díky polnostem zaujímá ze všech částí největší rozlohu, v přepočtu 14% rozlohy města. Zároveň jsou nejjižněji položenou částí města. Podle historického zemského dělení leží společně s Třebíčí na Moravě, město dnes administrativně spadá do kraje Vysočina a okresu Třebíč. Sousedními obcemi jsou Mikulovice, které byly do roku 1873 osadou Slavic, ležící dva a půl kilometru jihozápadním směrem, dále pak Petrůvky dva a půl kilometru jihovýchodně od Slavic, Střítež necelé dva kilometry severovýchodním směrem a na západě ležící Mastník vzdálený tři a půl kilometru.

## Obyvatelstvo
Roku 1667 žilo ve Slavicích 19 půlláníků, kteří měli po 40 měrách každý, 3 podsedky (7 až 13 měr), 2 chalupníci, 1 dvořák a 1 svobodný dvůr v majetku Řehoře z Grynesberka. Ten měl okolo Slavic 87 měr obdělávané půdy a 139 měst půdy pusté. Patřilo mu též 44,5 míry u Výčap.
Roku 1754 jsou udávány půllány po 60 měrách, 2 čtvrtlány po 30 měrách a 7 chalup. Svobodnému dvoru náleží 794 měr polí, 72 měr pastvin a 6 měr zahrad s 85 fůrami sena.
Roku 1840 stálo ve vesnici 37 domů, ve kterých žilo 276 obyvatel. O třicet let později, v roce 1870, je evidováno 42 domů s 324 obyvateli a na přelomu století, roku 1900, 52 domů a 362 obyvatel.
| Rok            | 1840 | 1869 | 1870 | 1880 | 1890 | 1900 | 1910 | 1921 | 1930 | 1950 | 1961 | 1970 | 1980 | 1991 | 2001 |
| -------------- | ---- | ---- | ---- | ---- | ---- | ---- | ---- | ---- | ---- | ---- | ---- | ---- | ---- | ---- | ---- |
| Počet obyvatel | 276  | 324  | 324  | 372  | 331  | 362  | 402  | 383  | 339  | 276  | 298  | 282  | 280  | 246  | 246  |

## Osobnosti
- František Palík (1884–1962), konstruktér bagrů
- Vladimír Krajina (1905–1993), vědec a politik
- Josef Roupec (1896–1943), legionář popravený ve Vratislavi